# Düffels Möl
Düffels Möl is een korenmolen aan de Molenberg in Stokkum in de Nederlandse gemeente Montferland.
De molen werd in 1860 gebouwd op een verhoging, die voor de molen met zand werd opgehoogd tot ca. 30 meter boven NAP, zo'n 13 meter hoger dan de gemiddelde hoogte van de omgeving.
Het is een ronde stenen molen, een zogenaamde grondzeiler, met een vlucht van 21,20 meter. Hij werd in 1924 onttakeld in verband met omschakeling naar een elektrisch maalbedrijf. In 1986 werd Düffels Möl hersteld.
De molen was lang in bezit van de familie Düffels en is sinds 2017 eigendom van de familie Dijkman. Hij was op vrijwillige basis in gebruik voor het malen van graan voor veevoer. Daarvoor is een koppel maalstenen aanwezig.